# Підліткова вагітність

Число живонароджень на 1,000 дівчат(ок) віком від 10 до 19 років

Рання (підліткова, дитяча) вагітність — це вагітність дівчат та дівчаток віком до 18 років. Дитячі вагітності є високоризикованими для вагітної та плоду (ускладнення, багатоплідність, менший доступ до медичної допомоги, психічна травматизація), переривають освіту дівчат. Вагітність є однією з основних причин смерті дівчат віком 15–19 років.
Ранні вагітності є соціальною і медичною проблемою, тісно пов'язаною з сексуальним насильством проти дітей, зокрема інцестним, домашнім насильством, дитячими шлюбами, браком сексуальної освіти, контрацепції, небезпечними абортами, материнською смертністю, жіночою бідністю та освітою, звинуваченням потерпілих та насильством проти вагітних.
Щороку у світі переживають пологи понад 15 мільйонів дівчат-підліток, ще 5 мільйонів змушені переривати вагітність.

## Причини
Сексуальне насильство проти дівчат та дівчаток, особливо у країнах, що розвиваються, де є легальними дитячі шлюби, вік сексуальної та шлюбної згоди є нижчим за 18 років, поширена полігамія, педофілія, проституція та інше сексуальне насильство проти жінок, є першопричиною вагітності дівчаток. Вагітність у результаті зґвалтування часте тягне за собою дитячий шлюб під тиском оточення, яке схиляє потерпілу дитину до шлюбу з ґвалтівником.
Проблема, однак, поширена і в розвинутих суспільствах. Дитячу вагітність часто супроводжує домашнє насильство, зокрема, постійне побиття їх партнерами з примушенням до сексуального акту.
Низький рівень сексуальної освіти підлітків, зокрема, відсутність знань про контрацепцію та безпечний секс. Дифузія відповідальності за сексуальну освіту між батьками та навчальними закладами створює прогалину в поінформованості, а соціальні служби та заклади планування сім'ї починають надавати допомогу лише після настання вагітності.
На сексуальну поведінку підлітків мають вплив вживання алкоголю, наркотичних засобів, поширення еротичних та порнографічних матеріалів.

## Особливості вагітності у підлітковому віці
Вагітність у дівчат має багато відмінностей від вагітності дорослих жінок. Насамперед це пов'язано з тим, що організм дитини ще формується і не готовий до вагітності та пологів. Чим раніше наступає вагітність, тим травматичніше вона протікає.

### Виявлення вагітності
Прояви вагітності можуть не відрізнятися від ознак, характерних для підлітків. Так, затримка менструацій є розповсюдженою у підлітковому віці, коли менструальний цикл ще стабілізується. Незбалансоване харчування може викликати нудоту та блювоту. Для підлітків поширеними явищами є загальна слабкість, запаморочення, зміни настрою. Внаслідок цього в багатьох випадках виявлення ознак вагітності відбувається на стадіях, коли її переривання вже неможливе.

### Ускладнення вагітності
При вагітності на організм підлітки зазнає непомірних для нього фізичних навантажень, які викликають її ускладнення. Зокрема, поширеними є підвищення кров'яного тиску, прееклампсія, внутрішньоутробна затримка росту плода. Часто пологи є передчасними, новонароджені мають низьку вагу.

### Психологічні проблеми
При вагітності на підлітку виникають проблеми, пов'язанні з новими обов'язкам та відповідальністю. Вагітна не завжди має як моральну, так і фінансову підтримку з боку родини, близьких, партнера через соціальну стигматизацію та звинувачення жертви. Через вагітність дівчина часто припиняє навчання. Щодо вагітних дівчат найближчі люди застосовують насильство, як вербальне, так і фізичне, частіше, ніж до інших жінок.

## Наслідки

### Материнська смертність
Вищі показники смерті породіль спостерігаються, зокрема, серед підліток. Дитячі вагітності несуть вищі медичні ризики як для вагітної, так і для плоду, ризики багатоплідної вагітності та менший доступ до медичної допомоги. Вагітність є однією з основних причин смерті дівчат віком 15–19 років.

### Здоров'я новонароджених
При пологах у підлітковому віці високий ризик народження слабкої, хворої або мертвої дитини. Часто діти народжуються з низькою вагою, високі показники перинатальної смертності. Все це зумовлюється ускладненнями при вагітності. Дослідження показали, що на першому році життя діти неповнолітніх матерів, хворіють частіше, ніж діти повнолітніх матерів.

### Дитячі та примусові шлюби
2010 року підраховано, що 67 мільйонів дівчаток були у шлюбі у 12-річному віці. У країнах, що розвиваються, третина дівчат перебувають у шлюбі до 15 років. Ця практика найпоширеніша в Південній Азії (48 % жінок), Африці (42 %), Латинській Америці та Карибському басейні (29 %). Найбільша поширеність дитячих шлюбів у Західній Африці та на південь від Сахари. Відсоток дівчат, одружених до 18 років, сягає 75 % у таких країнах, як Нігер. Шлюб можуть укладати вже з народження, а дівчинку відправляють до чоловіка (що передбачає сексуальне життя) вже у 7 років.
Вагітність у результаті зґвалтування часте тягне за собою дитячий шлюб під тиском оточення, яке схиляє потерпілу дитину до шлюбу з ґвалтівником. Значна частка матерів до 18 років змушені вступати в шлюб, який подвоює материнські обов'язки шлюбними, до жодних із яких дитина не готова.

### Насильство проти дівчат
Насильство проти вагітних дівчат (від убивств честі до психологічного насильства) лежить на перетині насильства проти жінок, насильства над дітьми та насильства проти вагітних. Щодо вагітних дівчат найближчі люди застосовують насильство, як вербальне, так і фізичне, частіше, ніж до інших жінок. Проти дівчат, які опинилися в шлюбі у ранньому віці, частіше вчиняють домашнє насильство.

### Освіта дівчат
Більшість матерів-підліток не завершують середньої освіти через необхідність займатися дитиною. Через це вища освіта, а відтак і професійне працевлаштування для них стають недосяжними. Це загострює гендерну нерівність в освіті та фемінізацію бідності.

## Поширеність

### Україна
Частка ранніх вагітностей (пологи у матерів віком до 17 років включно) в Україні протягом багатьох років залишалася відносно сталою й не перевищувала 2 % від загальної кількості пологів. 2022 року зафіксовано 2256 пологів у дівчат-підлітків віком 15–17 років і 94 — у дівчат віком 14 років і молодше. Приблизно половина матерів у віці 14 років і молодше була зареєстрована в Закарпатській області.